# Santa Rosalía de Carrizal
Santa Rosalía de Carrizal är en ort i Mexiko.   Den ligger i kommunen Guadalupe y Calvo och delstaten Chihuahua, i den västra delen av landet, 1 100 km nordväst om huvudstaden Mexico City. Santa Rosalía de Carrizal ligger 1 714 meter över havet och antalet invånare är 134.
Terrängen runt Santa Rosalía de Carrizal är bergig österut, men västerut är den kuperad. Runt Santa Rosalía de Carrizal är det mycket glesbefolkat, med 4 invånare per kvadratkilometer. Närmaste större samhälle är Mesa del Durazno, 4,8 km öster om Santa Rosalía de Carrizal. I omgivningarna runt Santa Rosalía de Carrizal växer huvudsakligen savannskog.